# Teorema de Sard
El teorema de Sard, también conocido como lema de Sard o teorema de Morse-Sard, es un resultado de Análisis matemático que afirma que la imagen del conjunto de puntos críticos de una función continuamente diferenciable {\displaystyle f} de un espacio euclídeo o variedad a otro tiene medida de Lebesgue 0 (es decir, el conjunto de valores críticos es de medida nula). Esto hace que sea "pequeño" en el sentido de una propiedad genérica: un valor "genérico" del codominio es regular.

## Enunciado
Más explícitamente (Sternberg (1964, Theorem II.3.1);Sard (1942)), sea
{\displaystyle f\colon \mathbb {R} ^{n}\rightarrow \mathbb {R} ^{m}}
una aplicación de clase {\displaystyle C^{k}}, (i.e., {\displaystyle k} veces continuamente diferenciable), donde {\displaystyle k\geq \max\{n-m+1,1\}}. Sea {\displaystyle X} el conjunto de  puntos críticos de {\displaystyle f,} el cual es el conjunto de puntos {\displaystyle x\in \mathbb {R} ^{n}} en los cuales la  Matriz Jacobiana de {\displaystyle f} tiene  rango menor que {\displaystyle m}.  Entonces la imagen {\displaystyle f(X)} tiene medida de Lebesgue 0 en {\displaystyle \mathbb {R} ^{m}}.

## Interpretación
Intuitivamente hablando, esto significa que aunque {\displaystyle X} pueda ser grande, su imagen debe ser pequeña en el sentido de la Medida de Lebesgue: mientras que {\displaystyle f} puede tener muchos puntos críticos en el dominio {\displaystyle \mathbb {R} ^{n}}, debe tener pocos valores críticos en la imagen {\displaystyle \mathbb {R} ^{m}}.
De manera más general, el resultado también es válido para aplicaciones entre variedades diferenciables  {\displaystyle M} y {\displaystyle N} de dimensiones {\displaystyle m} y {\displaystyle n}, respectivamente. El conjunto crítico {\displaystyle X} de una función {\displaystyle C^{k}}
{\displaystyle f:N\rightarrow M}
consiste en aquellos puntos en los que el diferencial
{\displaystyle df:TN\rightarrow TM}
tiene rango menor que {\displaystyle m} como aplicación lineal (es decir, no es sobreyectivo). Si {\displaystyle k\geq \max\{n-m+1,1\}}, entonces el teorema de Sard afirma que la imagen de  {\displaystyle X} tiene medida cero como subconjunto de {\displaystyle M}. Esta formulación del resultado se deduce de la versión para espacios euclídeos mediante la adopción de un conjunto numerable de parches coordenados. La conclusión del teorema es una declaración local, ya que una unión numerable de conjuntos de medida cero es un conjunto de medida cero, y la propiedad de tener medida cero un subconjunto de un parche coordenado es invariante bajo difeomorfismos.